# Hospodářská komise pro Latinskou Ameriku a Karibik
Hospodářská komise pro Latinskou Ameriku a Karibik nebo též Ekonomická komise pro Latinskou Ameriku a Karibik (španělsky Comisión Económica para América Latina y el Caribe, anglicky Economic Commission for Latin America and the Caribbean) je jednou z pěti regionálních komisí Spojených národů.
Organizace sídlí v Santiagu de Chile. Kromě hlavního sídla má i dvě subregionální zastoupení (Ciudad de Mexico pro oblast Střední Ameriky a Port of Spain pro karibskou oblast) a styčný úřad ve Washingtonu. Dále byla zřízena 4 národní zastoupení: Buenos Aires (Argentina), Bogotá (Kolumbie), Montevideo (Uruguay) a Brasilia (Brazílie).

## Historie
Byla založena v roce 1948 rezolucí OSN číslo 1948/106 jako „Hospodářská komise pro Latinskou Ameriku“ (CEPAL). Jejím hlavním posláním bylo přispívat k ekonomickému rozvoji regionu Latinské Ameriky a koordinovat činnosti vedoucí k posílení vazeb mezi jednotlivými státy regionu i se zbytkem světa. Později (1984) se pole působnosti rozšířilo i na Karibskou oblast a zároveň do agendy přibyl i aspekt sociálního rozvoje. Rezolucí 1984/67 se komise přejmenovala na „Hospodářská komise pro Latinskou Ameriku a Karibik“ (ECLAC).

## Členské státy
S Hospodářskou komisí pro Latinskou Ameriku a Karibik spolupracuje všech 33 nezávislých států tohoto regionu a 11 států ležících v jiných částech světa. Status přidruženého území má 8 závislých území v Karibiku.
| regionální členské státy                                                                                            | regionální členské státy                                                               | regionální členské státy | mimoregionální čl. státy | přidružená území |
| --- | -------------------------------------------------------------------------------------- | --- | --- | --- |
| Antigua a Barbuda Argentina Bahamy Barbados Belize Bolívie Brazílie Dominika Dominikánská republika Ekvádor Grenada | Guatemala Guyana Haiti Honduras Chile Jamajka Kolumbie Kostarika Kuba Mexiko Nikaragua | Panama Paraguay Peru Salvador Surinam Svatý Kryštof a Nevis Svatá Lucie Svatý Vincenc a Grenadiny Trinidad a Tobago Uruguay Venezuela | Kanada Spojené státy americké Jižní Korea Japonsko Francie Itálie Německo Španělsko Portugalsko Nizozemsko Spojené království | Am. Panenské ostrovy Anguilla Aruba Bermudy Br. Panenské ostrovy Curaçao Guadeloupe Kajmanské ostrovy Martinik Portoriko Svatý Martin Turks a Caicos Montserrat |